# ناحیه کلدواتر، شهرستان برنچ، میشیگان
ناحیه کلدواتر (به انگلیسی: Coldwater Township) یک منطقهٔ مسکونی در ایالات متحده آمریکا است که در شهرستان برنچ، میشیگان واقع شده‌است.
 ناحیه کلدواتر ۷۴٫۴ کیلومتر مربع مساحت و ۶٬۱۰۲ نفر جمعیت دارد و ۲۹۵ متر بالاتر از سطح دریا واقع شده‌است.